# Floriana Lines

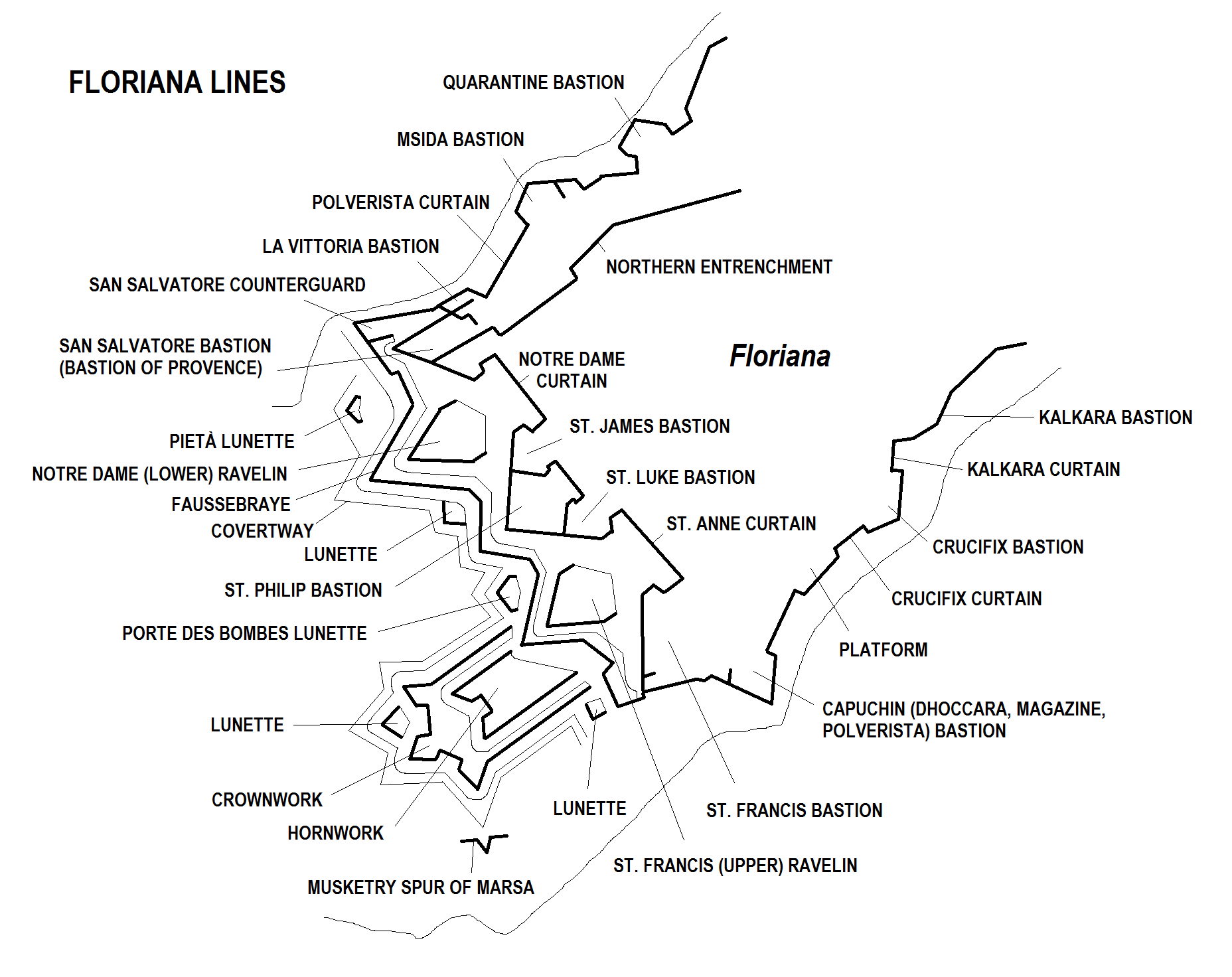
Mapa Floriana Lines

Floriana Lines (malt. Is-Swar tal-Furjana) – linia fortyfikacji miasta Floriana, Malta, która otacza fortyfikacje Valletty, formując zewnętrzną linię obrony stolicy. Budowę linii rozpoczęto w roku 1636, a została ona nazwana imieniem jej projektanta, włoskiego inżyniera wojskowego Pietro Paolo Florianiego. Floriana Lines były modyfikowane w XVII i XVIII w., używane były podczas oblężenia Francuzów (1798–1800). Dziś fortyfikacje są ciągle w większości zachowane, lecz są one podupadłe i wymagają pilnej renowacji.
Fortyfikacje Floriana Lines uważane są za najbardziej skomplikowane i wyszukane z wszystkich maltańskich linii obronnych Zakonu Joannitów. Fortyfikacje Floriany były umieszczone na maltańskiej wstępnej liście światowego dziedzictwa UNESCO od roku 1998, jako część „Fortyfikacji Rycerzy wokół portów na Malcie”.

## Historia

### Tło historyczne, kontrowersje i budowa
Miasto Valletta zostało założone 28 marca 1566 roku przez Jeana de Valette, Wielkiego Mistrza Zakonu Rycerzy św. Jana. Miasto zajmowało około połowy półwyspu Sciberras, dużego cypla, oddzielającego Grand Harbour od portu Marsamxett, i było ochraniane przez fortyfikacje tracce italiane, składające się z fortyfikacji frontowych z czterema bastionami, dwoma nadszańcami i głębokiej suchej fosy. Jakkolwiek fortyfikacje te były dobrze zaprojektowane, nie były one wystarczająco mocne już na początku XVII wieku, by odeprzeć zmasowany atak, ze względu na rozwój nowych technologii, zwiększających zasięg artylerii.
W roku 1634 rozeszły się pogłoski, że wojska osmańskie mogą zaatakować Maltę. Wielki Mistrz Antoine de Paule poprosił papieża Urbana VIII o pomoc przy poprawie fortyfikacji Malty. Papież wysłał Pietro Paolo Florianiego, aby sprawdził stan fortyfikacji. Ten, w roku 1635, zalecił budowę drugiej linii obronnej, okalającej frontowe fortyfikacje Valletty. Niektórzy członkowie Zakonu, a także kilku inżynierów wojskowych, ostro skrytykowali te plany, ponieważ uznali za zbyt kosztowne utrzymanie dużej ilości wojska, potrzebnego do obsadzenia tych fortyfikacji. W końcu de Paule zdecydował o budowie linii obronnej, gdyż niewłaściwym byłoby nie zgodzić się z inżynierem wojskowym papieża. W proteście przeciw tej decyzji, ze swojego miejsca w Komisji Fortyfikacji zrezygnował Bailiff (Baliw) Gattinara.
Prace nad fortyfikacjami rozpoczęły się w roku 1636, lecz nie było uroczystego położenia kamienia węgielnego z powodu kontrowersji wokół budowy. Ponieważ prace budowlane były kosztowne, nowy Wielki Mistrz, Juan de Lascaris-Castellar nałożył nowy podatek na nieruchomości. Podatek ten wywołał spór między Zakonem a klerem, który wysłał protest do papieża. Niektórzy księża próbowali wpływać na ludność, aby wzięła udział w proteście narodowym, lecz ich plany wydały się i przywódcy zostali aresztowani.
Fortyfikacje zostały nazwane Floriana Lines, od nazwiska ich projektanta. Do czerwca 1640 roku fortyfikacje uznane zostały za częściowo nadające się do obrony, chociaż ciągle niekompletne.

### Ulepszenia i modyfikacje

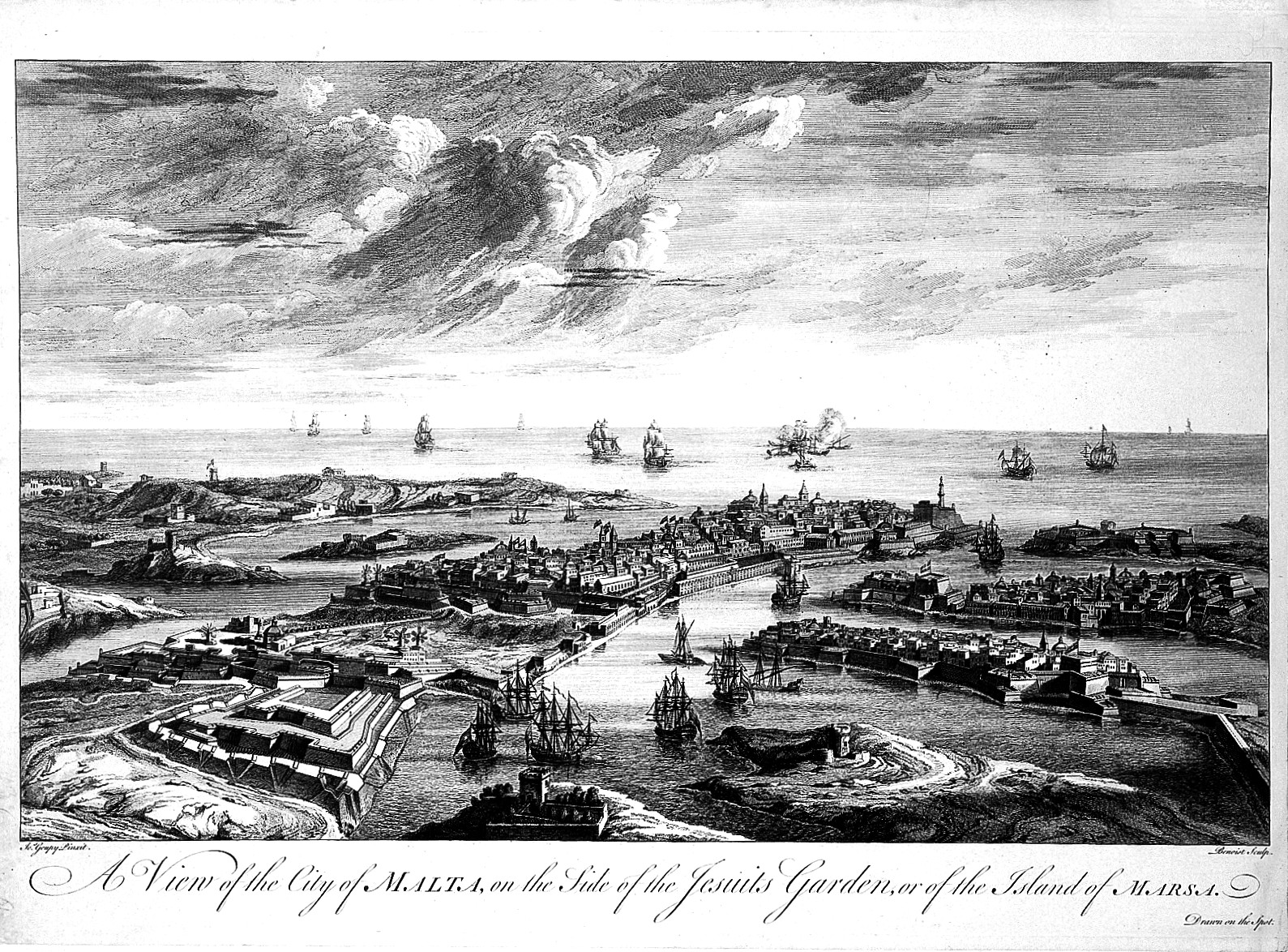
Widok na Grand Harbour ok. 1725, Floriana Lines widoczne po lewej

Prawdopodobieństwo ataku Turków osmańskich wzrosło po zdobyciu przez nich Kandii w roku 1669, i następnego roku Wielki Mistrz Nicolas Cotoner zaprosił wojskowego inżyniera Antonio Valpergę w celu poprawy fortyfikacji. W tym czasie Floriana Lines były ciągle w fazie budowy, i zidentyfikowano szereg słabych punktów w ich oryginalnej konstrukcji. Chodziło głównie o dwa półbastiony, formujące krańcowe punkty fortyfikacji frontowych, które miały za ostre kąty ścian i nie mogły być skutecznie bronione. Valperga próbował skorygować te błędy przez szereg zmian w Bastionie św. Salwatora na zachodnim końcu linii, budując dodatkowy niższy mur obronny (faussebraye) na całej długości fortyfikacji frontowych oraz dzieło rogowe koło wschodniego krańca. W latach 1680. niewielkie modyfikacje zostały wprowadzone przez flamandzkiego inżyniera Carlosa de Grunenbergh.
Prace nad modyfikacjami zaleconymi przez Valpergę postępowały powoli, i na początku XVIII wieku elementy zewnętrzne, stok obronny (glacis) oraz ciąg fortyfikacji od strony Marsamxett były ciągle nieukończone. Prace były kontynuowane pod nadzorem kilku innych inżynierów, włącznie z Charlesem François de Mondion, i linie zostały w większości ukończone, gdy w roku 1721 Porte des Bombes została zbudowana. W ciągu następnych dekad wykonano jeszcze szereg modyfikacji, m.in. w latach 1730. budowę Umocnienia Północnego (Northern Entrenchment).
W roku 1724, na terenie pomiędzy Floriana Lines a fortyfikacjami czołowymi Valletty, założone zostało przedmieście Floriana. Przedmieście zostało nazwane Borgo Vilhena, na cześć Wielkiego Mistrza Antonio Manoela de Vilheny, lecz było potocznie znane jako Floriana. Jest ono teraz pełnoprawnym samodzielnym miastem.

### Okupacja francuska i rządy brytyjskie
Wojska francuskie najechały Maltę w czerwcu 1798 roku, Zakon skapitulował po kilku dniach. Francuzi okupowali wyspę do września, kiedy wybuchło powstanie, i garnizon francuski został zablokowany w porcie przez Maltańczyków i wojska przybyłe z pomocą z zagranicy. Floriana Lines pozostały pod kontrolą francuską podczas blokady, więc Maltańczycy zbudowali Baterię Tas-Samra i baterie na Corradino, aby móc je ostrzeliwać.
Po przejęciu Malty przez Brytyjczyków w roku 1800, linie pozostały funkcjonalnym obiektem wojskowym. Zostało wykonanych kilka mniejszych przeróbek, wliczając w to powiększenie Porte des Bombes, zburzenie lunety i kilku innych bram, oraz dodanie magazynu prochu strzelniczego i trawersów.

### Czasy niedawne
Fortyfikacje zostały wpisane na Listę Zabytków 1925, oraz są notowane w National Inventory of the Cultural Property of the Maltese Islands.
W latach 1970. część covertway i glacis została zburzona, aby zrobić miejsce pod olbrzymie zbiorniki magazynowe. Dzisiaj, fortyfikacje Floriana Lines są, mniej lub bardziej, nienaruszone, lecz niektóre części są w stanie zaniedbanym i potrzebują odnowienia.

## Układ fortyfikacji

### Fortyfikacje czołowe

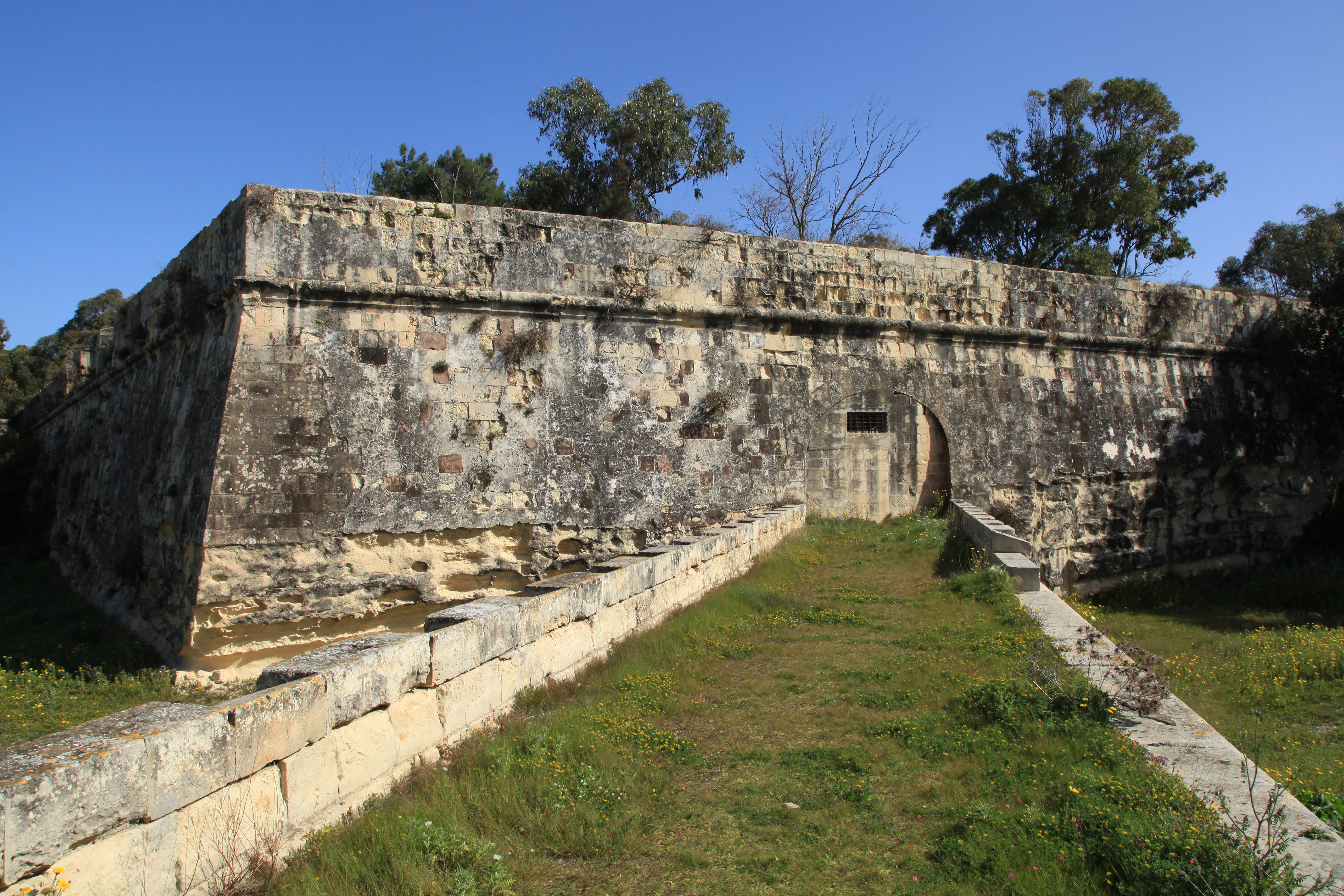
Faussebraye obok Bastionu św. Filipa

Fortyfikacje czołowe Floriany to olbrzymi ciąg murów obronnych z bastionami, osłaniający miasto od strony lądu. W jego skład wchodzą:
- Bastion of Provence (Bastion Prowansji), znany też jako San Salvatore Bastion (Bastion św. Salwatora) lub Sa Maison Bastion - obwarowany półbastion, znacznie przebudowany w XVII i XVIII w.[1][16]
- Notre Dame Curtain (Kurtyna Notre Dame) – mur osłonowy, łączący Bastion św. Salwatora z Bastionem św. Filipa[17]. Znajdowała się w nim Notre Dame Gate (Brama Notre Dame), zburzona częściowo w latach 1920., aby pomieścić ruch kołowy[18].
- St. Philip Bastion (Bastion św. Filipa) – duży bastion rozwartokątny w środku fortyfikacji czołowych[19]. Jest on osłaniany przez bastiony:
  - St. James Bastion (Bastion św. Jakuba)[20]
  - St. Luke Bastion (Bastion św. Łukasza)[21]
- St. Anne Curtain (Kurtyna św. Anny) – mur osłonowy, łączący Bastion św. Filipa z Bastionem św. Franciszka[22]. Znajdowała się w nim St. Anne's Gate (Brama św. Anny), która została przebudowana na większą w roku 1859, ta zaś została zburzona w roku 1897, aby udrożnić ruch kołowy[13].
- St. Francis Bastion (Bastion św. Franciszka) – duży półbastion połączony z Bastionem Polverista w fortyfikacjach od strony Grand Harbour[23]. Jest on osłaniany przez Bastion św. Marka[24].

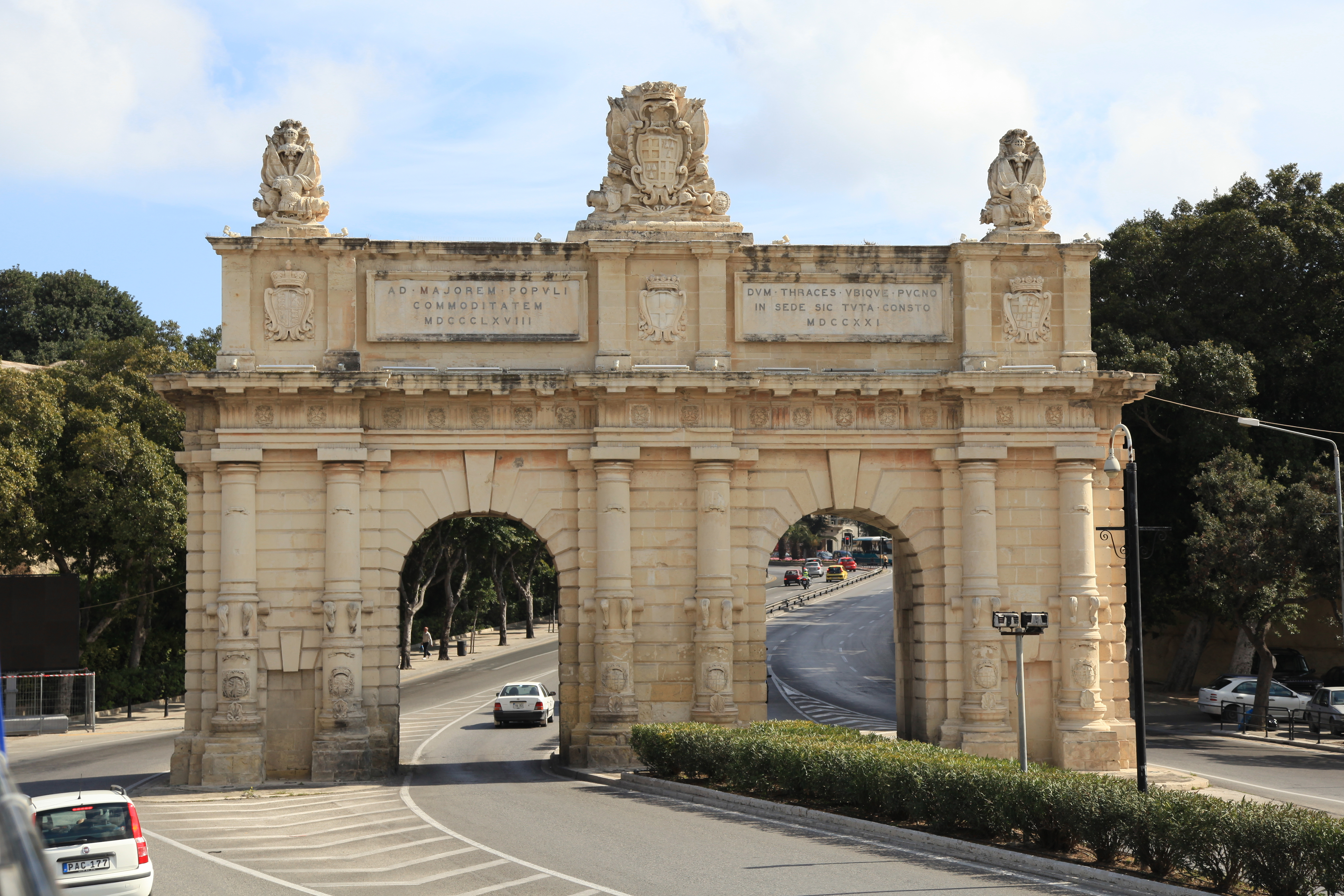
Porte des Bombes

Fortyfikacje od strony lądu są otoczone przez suchą fosę, mieszczącą mniejsze, zewnętrzne elementy obronne:
- San Salvatore Counterguard (Przeciwstraż św. Salwatora) – przeciwstraż w pobliżu Bastionu św. Salwatora[26].
- Pietà Lunette (Luneta Piety) – pięcioboczna luneta pomiędzy Bastionem św. Salwatora a Rawelinem Notre Dame, usytuowana frontem do Pietà Creek. Została zniszczona przez bombardowanie w czasie II wojny światowej[27].
- Notre Dame Ravelin (Rawelin Notre Dame), znany też jako Lower Ravelin (Dolny Rawelin) – pięcioboczny rawelin obok Kurtyny Notre Dame, pomiędzy Bastionem św. Salwatora a Bastionem św. Filipa. Na otwartej przestrzeni wewnątrz rawelinu usytuowano kilka współczesnych budynków rządowych[28].
- pięcioboczna luneta pomiędzy Rawelinem Notre Dame a Bastionem św. Filipa. Została uszkodzona przez bombardowania podczas II wojny światowej, lecz uszkodzenia zostały naprawione[29].
- Porte des Bombes Lunette (Luneta Porte des Bombes) – luneta pomiędzy Bastionem św. Filipa a Rawelinem św. Franciszka. Została zburzona we wczesnych latach XX w. pod budowę nowoczesnej drogi do Valletty[10].
- St. Francis Ravelin (Rawelin św. Franciszka), znany również jako Upper Ravelin (Górny Rawelin) – pięcioboczny rawelin obok Kurtyny św. Anny, pomiędzy Bastionem św. Filipa a Bastionem św. Franciszka. Na otwartej przestrzeni wewnątrz rawelinu usytuowana jest siedziba Maltańskiego Urzędu Środowiska i Planowania (Malta Environment and Planning Authority - MEPA)[30].

Wszystkie te dzieła fortyfikacyjne otoczone są przez niski mur obronny (faussebraye), czołową suchą fosę, osłoniętą drogę (covertway), oraz stok obronny (glacis). W latach 1720., w faussebraye została zbudowana brama, znana jako Porta dei Cannoni. Brama została powiększona przez Brytyjczyków, i stała się znana jako Porte des Bombes. W końcu została ona odłączona od faussebraye w celu usprawnienia ruchu kołowego, i wyglądem swym przypomina teraz łuk triumfalny.
Koronowane dzieło rogowe, składające się z wewnętrznego dzieła rogowego z dwoma półbastionami, oraz z zewnętrznego dzieła koronowego z jednym bastionem i dwoma półbastionami, ulokowane jest w pobliżu Rawelinu św. Franciszka. Dzieło koronowe było osłaniane przez galerię muszkieterów, z widokiem na Marsę oraz dwie lunety, jedną na froncie dzieła koronowego, a drugą na jego boku.

### Fortyfikacje od strony Marsamxett

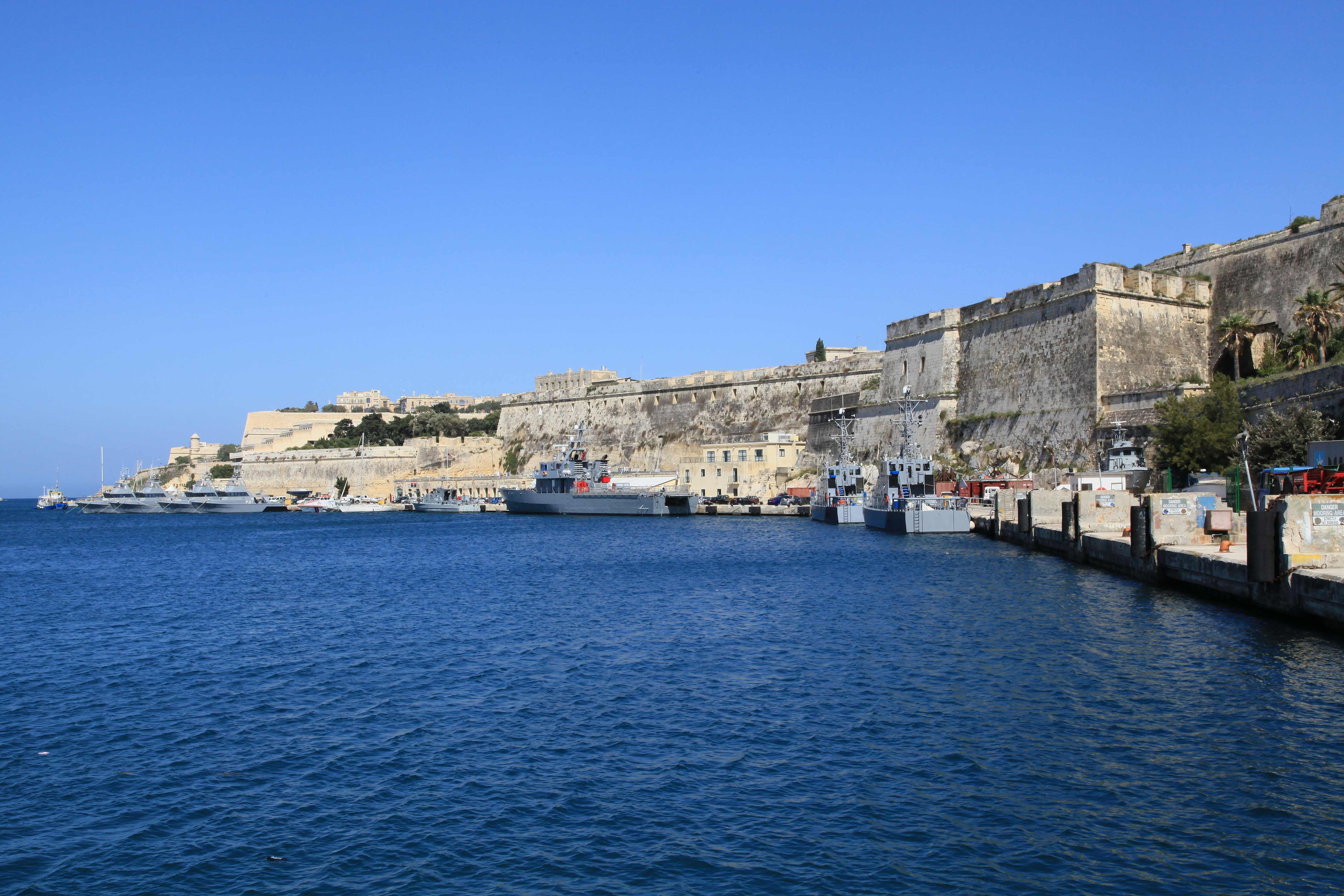
Fortyfikacje wzdłuż Portu Marsamxett

Zespół obronny od strony portu Marsamxett rozpoczyna się od Bastionu św. Salwatora w fortyfikacjach czołowych Floriany, i oryginalnie kończył się na Przeciwstraży św. Michała fortyfikacji frontowych Valletty. W jego skład wchodzą:
- La Vittoria Bastion (Bastion La Vittoria) – mały bastion z kazamatami, doczepiony do Bastionu Prowansji, tworzącego część fortyfikacji czołowych[40].
- Polverista Curtain (Kurtyna Polverista) – długi mur osłonowy z kazamatami, pomiędzy Bastionem La Vittoria a Bastionem Msida. Widać z niego bazę Armed Forces of Malta (AFM) w Hay Wharf[41].
- Msida Bastion (Bastion Msida) – wieloboczny asymetryczny bastion z półbastionowym umocnieniem. W XIX w. na jego górnej części założono cmentarz[42].
- bezimienny mur osłonowy (kurtyna) pomiędzy Bastionem Msida a Bastionem Kwarantanny[43]
- Quarantine Bastion (Bastion Kwarantanny) – wieloboczny asymetryczny bastion z półbastionowym umocnieniem. Jest teraz przecięty przez współczesną ulicę[44].

Dodatkowo, na tyłach zespołu obronnego, na jego całej długości, umiejscowiona jest linia obronna z bastionami, znana jako North Entrenchment (Umocnienie Północne), stanowiąca dodatkowy system obrony.

### Fortyfikacje od strony Grand Harbour

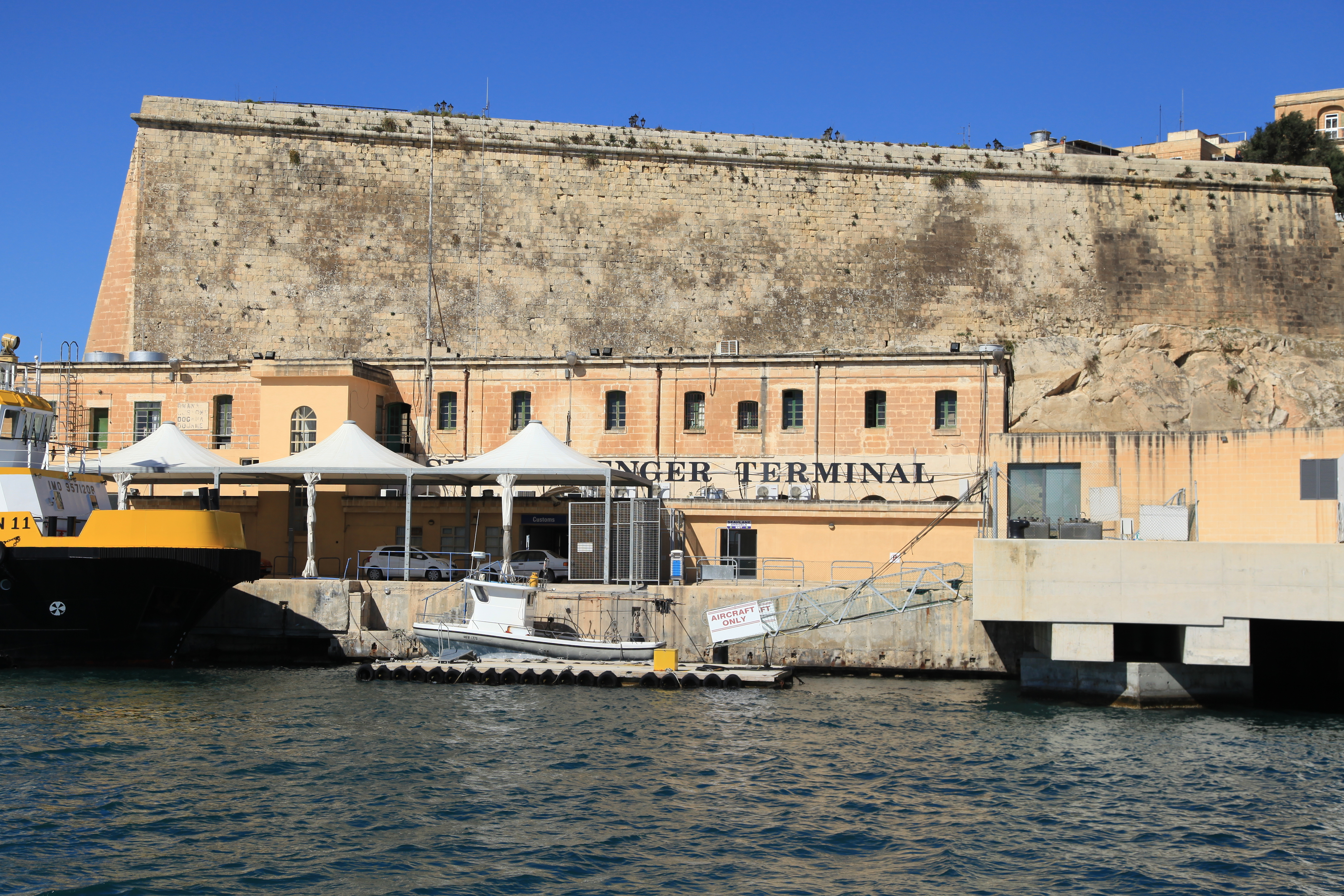
Capuchin Bastion

Zespół obronny od strony Grand Harbour zaczyna się od Bastionu św. Franciszka fortyfikacji czołowych Floriany, a kończy na Przeciwstraży św. Piotra i św. Pawła fortyfikacji czołowych Valletty. Składa się on z:
- Capuchin Bastion (Bastion Kapucynów), znany też jako Dhoccara, Magazine lub Polverista Bastion - półbastion przylegający do Bastionu św. Franciszka w fortyfikacjach czołowych. Mieści magazyn prochu (polverista) z XVIII w.[46]
- mur osłonowy łączący Bastion Kapucynów z platformą obok Kurtyny Krzyża[47].
- platforma lub bastion o prostym czole, obok Kurtyny Krzyża[48].
- Crucifix Curtain (Kurtyna Krzyża) – mur osłonowy łączący platformę z Bastionem Krzyża[49].
- Crucifix Bastion (Bastion Krzyża) – duży asymetryczny bastion, mieszczący XIX-wieczny magazyn prochu. Znajdowała się tam również betonowa podstawa pod 9-calowe działo odtylcowe (ang. BL-gun), lecz została ona usunięta[50].
- Kalkara Curtain (Kurtyna Kalkara) – mur osłonowy łączący Bastion Krzyża i Bastion Kalkara. Jest przecięty przez współczesną ulicę[51].
- Kalkara Bastion (Bastion Kalkara) – jakkolwiek nazwany bastionem, jest to właściwie rozciągnięty zespół obronny z elementami bastionu, połączony z Przeciwstrażą św. Piotra i św. Pawła z fortyfikacji frontowych Valletty[52].